# Телеономия
Телеоно́мия (от греч. τέλειος, «заключительный, совершенный» + nómos, закон) — явление повышения внутреннего порядка биологических систем, что можно интерпретировать как их целеустремлённость.
Телеономия отлична от аристотелевского термина телеология, имеющего оттенок действующей финальной причины, цели или конечного состояния. Согласно мнению В. Я. Александрова, телеономия как биологическая целенаправленность особенно ярко проявляется при отклонениях параметров среды от нормы: биологические системы способны к адаптации, а при повреждении — к репаративной регенерации нарушенных функций и структур.
Л. С. Берг в своей концепции номогенеза утверждает, что целесообразное реагирование есть имманентное свойство живой системы, сопоставимое с самовоспроизведением.
На сегодняшний день многие учёные сходятся во мнении, что телеономию можно считать ключевым понятием в отличении живого от неживого. Так, известный математик Н. К. Моисеев утверждал следующее: «Давайте примем как аксиому то, что вместе с жизнью рождается и способность к целесообразному поведению».

## История
Аристотель выделял четыре причины возникновения и изменения вещей: материальную, формальную, действующую и конечную или целевую. Последнюю, отвечающую на вопрос — для какой цели или ради чего, Аристотель и его последователи считали наиболее важной для понимания сути сущего и его изменений. Именно конечная причина, по Аристотелю, определяет результат всякого развития, и в первую очередь — развития живых организмов.
Несмотря на то, что в парадигме биологии последних ста лет принцип конечной причины был оттеснён на периферию и целеполагание сводилось, в основном, к действующей причинности (Фесенкова, 2001), в 1930—1950-е годы были разработаны работоспособные целевые теории на организменном уровне: Теория функциональных систем П. К. Анохина (1978) и Теория двигательной активности (модель потребного будущего) Н. А. Бернштейна (1966).
Сам термин «телеономия» для обозначения закономерного хода биологических процессов был предложен американским биологом Колином Питтендрихом (Colin Pittendrigh) в 1958 г., для разграничения целеполагания развития и функционирования биологических систем (кроме человека) и сознательной целенаправленной деятельности человека. За последней было оставлено старое, и до того слишком всеобъемлющее название, — телеология.

## В философии
В философии термин «телеономия» означает закономерную связь процессов, которые определяются начальной программой и поведением систем с соответствующим образом организованной обратной связью. Оно обозначает детерминацию, имеющую место в живой природе в форме органической целесообразности, и целевую детерминацию, характерную для человеческой деятельности. Понятие «телеология», имеющее специфический смысл в теологии и идеализме, заменяется теперь научным и философско-материалистическим понятием «телеономия».

## В религии
На явление телеономии опираются креационисты, которые полагают, что телеономия, информация подразумевает наличие замысла и цели.